# نادي تشوكاريتشكي
نادي تشوكاريتشكي لكرة القدم (بالصربية: Фудбалски клуб Чукарички)هو نادي  رياضي كرة قدم صربي محترف ، يقع في بلغراد، وتحديدًا في منطقة تشوكاريتشا. تأسس النادي في 4 يوليو 1926، ويُعتبر من الأندية ذات التاريخ العريق في كرة القدم الصربية.
🏟️ الملعب
يخوض النادي مبارياته على ملعب "استاد تشوكاريتشكي" (Stadion na Banovom brdu)، الذي يتسع لـ4,070 متفرج.

### 🏆 البطولات والإنجازات
- كأس صربيا: فاز بها مرة واحدة في موسم 2014–2015.
- المشاركة الأوروبية: شارك في البطولات الأوروبية عدة مرات، أبرزها:
  - دور المجموعات في دوري المؤتمر الأوروبي موسم 2023–2024، حيث واجه فرقًا مثل فيورنتينا، جينك، وفيرينتسفاروش.
- أفضل ترتيب في الدوري الصربي الممتاز: المركز الثالث، وذلك في مواسم 2014–2015، 2015–2016، 2020–2021، و2021–2022.

### 🧑‍💼 الإدارة والمدرب
في عام 2012، تم شراء النادي من قبل دراغان أوبادوفيتش، مالك شركة ADOC الصربية، ليصبح أول نادي محترف في صربيا يتم خصخصته. تحت قيادته، شهد النادي استقرارًا ونموًا ملحوظًا.

### ⚽ أبرز اللاعبين الحاليين

#### 1. حمادي ديوب (Hamady Diop)
- الجنسية: السنغال
- المركز: مدافع
- العمر: 22 سنة
- المشاركة في موسم 2024–2025: لعب 6 مباريات في الدوري الصربي الممتاز

#### 2. فيكتور روغن (Viktor Rogan)
- الجنسية: صربي
- المركز: مدافع
- العمر: 21 سنة
- المشاركة في موسم 2024–2025: لعب 11 مباراة في الدوري الصربي الممتاز

### 🏆 لاعبين بارزين سابقين

#### 1. نوفاك ميكوفيتش (Novak Mićović)
- الجنسية: صربي
- المركز: حارس مرمى
- المسيرة: انتقل إلى نادي لوس أنجلوس غالاكسي الأمريكي في 2023 على سبيل الإعارة مع خيار الشراء، بعد تألقه مع تشوكاريتشكي

#### 2. ديناد ميروسافليفيتش (Nenad Mirosavljević)
- الجنسية: صربي
- المركز: مهاجم
- المسيرة: لعب مع تشوكاريتشكي من 2014 إلى 2016، وسجل 11 هدفًا في 61 مباراة

#### 3. إيغور ماتيتش (Igor Matić)
- الجنسية: صربي
- المركز: لاعب وسط
- المسيرة: لعب مع تشوكاريتشكي من 2012 إلى 2017، وشارك في 131 مباراة وسجل 24 هدفًا

#### 4. رودي غوسنيتش (Rudi Gusnić)
- الجنسية: صربي
- المركز: لاعب وسط
- المسيرة: لعب مع تشوكاريتشكي في فترتين، الأولى من 1995 إلى 2002، والثانية من 2003 إلى 2004، وشارك في 160 مباراة وسجل 10 أهداف

## وصلات خارجية
- الموقع الرسمي